# Preludiul Fundației
Preludiul Fundației (1988) (titlu original Prelude to Foundation) este un roman al autorului de literatură științifico-fantastică Isaac Asimov. Este penultimul scris de către Asimov în ordinea publicării și primul în ordinea cronologică a desfășurării acțiunii din Seria Fundația.
În 1989, romanul a fost nominalizat la premiul Locus.

## Intriga
Acțiunea se petrece pe Trantor în timpul domniei Împăratului Cleon I. În timpul unei convenții matematice, Hari Seldon prezintă modul în care psihoistoria poate fi aplicată din punct de vedere practic. Aflând despre acest lucru, Împăratul Imperiului Galactic vrea să-l folosească pe Hari în avantajul său politic, dar audiența pe care i-o acordă acestuia îi dovedește că psihoistoria nu îi este de folos.
Hari îl întâlnește pe reporterul Chetter Hummin, care îi dezvăluie că primul ministru al lui Cleon, Eto Demerzel, vrea să pună mâna pe el și îl convinge să fugă, pentru a face ca psihoistoria să nu fie doar teoretică, ci și practică. În acest scop, Hummin i-o prezintă lui Hari pe Dors Venabili.
Cei doi reușesc să scape în ultima clipă din Universitatea Streeling, mutându-se în Mycogen. Aici, ei sunt primiți cu brațele deschise de conducătorul Sunmaster Fourteen și Hari începe lucrul la psihoistorie pornind de la cunoștințele pe care se presupune că le posedă mycogenienii. El ajunge să vadă mult-râvnitele microferme mycogeniene, care constituie sursa de alimente pentru aristocrație și pentru mycogenineni.
Încercând să afle dacă în spatele căii mycogeniene se află vreo credință religioasă, Hari descoperă că ea se bazează pe altceva: pe istorie. Căutând mai departe în această direcție, Hari este dezamăgit: cartea care stă la baza istoriei mycogeniene revelează faptul că planeta de baștină a acestora se numește Aurora.
Hari și Dors sunt la un pas de moarte când încearcă să găsească în "templul" mycogenian ceea ce ei suspectează a fi un robot. Hummin sosește în ultima clipă și îi salvează, ducându-i în sectorul Dahl, unde Dors își arată abilitățile de luptătoare cu cuțitul. În Dahl, cei doi fac cunoștință cu Raych (pe care Hari îl va adopta ulterior) și cu Yugo Amaryl (care va deveni partenerul lui Hari în dezvoltarea psihoistoriei).
Către sfârșitul romanului, Hari, Dors și Raych sunt răpiți de agenții din Wye, un sector puternic situat la polul sud al Trantorului. În final, se dovedește că "Hummin" este, de fapt, chiar primul ministru al lui Cleon, Eto Demerzel, care nu e altcineva decât robotul R. Daneel Olivaw. Hari o suspectează chiar și pe Dors că ar fi robot, temă care va fi reluată ulterior în Înainte de Fundație.

### Capitolele cărții
| 1. Matematician 2. Fugă 3. Universitate 4. Bibliotecă 5. Upperside 6. Salvare 7. Mycogen 8. Sunmaster 9. Microfermă 10. Carte | 11. Sacratorium 12. Mansardă 13. Puțuri de căldură 14. Billibotton 15. Clandestinitate 16. Ofițeri 17. Wye 18. Dejucare 19. Dors |

## Personaje
- Cleon I
- Eto Demenzel
- Hari Seldon
- Chetter Hummin
- Dors Venabili
- Raindrop Forty Three
- Yugo Amaryl
- mama Rittah
- Davan
- Raych
- primarul din Wye
- Rashelle Wye
- R. Daneel Olivaw

## Traduceri în limba română
- 1993 - Preludiul Fundației, Ed. Nemira, Colecția "Nautilus", nr. 13, traducere Emilian Bazac, 368 pag., ISBN 973-9144-32-2
- 1994 - Preludiul Fundației, Ed. Nemira, Colecția "Nautilus", nr. 13, traducere Emilian Bazac, 368 pag., ISBN 973-569-054-3
- 2001 - Preludiul Fundației, Ed. Teora, Colecția SF, traducere Emilian Bazac, 400 pag., ISBN 973-20-0626-9

## Lista cărților din seria Fundația
- Preludiul Fundației
- Fundația renăscută
- Fundația
- Fundația și Imperiul
- A doua Fundație
- Marginea Fundației
- Fundația și Pământul